# Toyota Swiss Open 1981
Toyota Swiss Open 1981 — жіночий тенісний турнір, що проходив на відкритих кортах з ґрунтовим покриттям у Лугано (Швейцарія). Належав до Toyota Series в рамках Туру WTA 1981. Відбувся вшосте і тривав з 11 до 17 травня 1981 року. Перша сіяна Кріс Еверт-Ллойд здобула титул в одиночному розряді й отримала за це 20 тис. доларів США.

## Фінальна частина

### Одиночний розряд
Кріс Еверт-Ллойд —  Вірджинія Рузічі 6–1, 6–1
- Для Еверт-Ллойд це був 6-й титул в одиночному розряді за сезон і 107-й — за кар'єру.

### Парний розряд
Розалін Феербенк /  Таня Гартфорд —  Кенді Рейнолдс /  Пола Сміт 2–6, 6–1, 6–4